# يوكيهيرو إيمايزومي
يوكيهيرو إيمايزومي (باليابانية: 今泉 幸広) (مواليد 28 سبتمبر 1969)، هو لاعب كرة قدم سابق كان يلعب كمهاجم.